# Elecciones estatales de Nuevo León de 1991
Las elecciones estatales de Nuevo León de 1991 se llevaron a cabo en dos jornadas, la primera el domingo 7 de julio de 1991, simultáneamente con las principales Elecciones federales, en ellas se renovaron los siguientes cargos de elección popular en el estado mexicano de Nuevo León:
- Gobernador de Nuevo León. Titular del Poder Ejecutivo del estado, electo para un periodo de seis años no reelegibles en ningún caso, el candidato electo fue Sócrates Rizzo García.
- Diputados al Congreso del Estado: Electos de manera directa por cada uno de los Distritos Electorales y por un sistema de listas bajo el principio de representación proporcional.

Y la segunda el domingo 10 de noviembre de 1991, en las cuales fueron elegidos:
- 51 Ayuntamientos: Compuestos por un Presidente Municipal y regidores, electos para un periodo de tres años no reelegibles de manera inmediata.

## Resultados electorales

### Ayuntamientos
|  | 62.67 % |

|  | 33.57 % |

|  | 1.56 % |

|  | 0.63 % |

|  | 0.27 % |

|  | 0.14 % |

|  | 0.14 % |

|  | 97.35 % |

|  | 2.65 % |

#### Ayuntamiento de Monterrey
- Benjamín Clariond Reyes Retana  Hecho

#### Ayuntamiento de San Nicolás
- Jesús Hinojosa Tijerina  Hecho

#### Ayuntamiento de Garza García
- Rogelio Sada Zambrano  Hecho

#### Ayuntamiento de Gral. Escobedo
- Abel Guerra Garza  Hecho

#### Ayuntamiento de Anáhuac
- Jesús González López  Hecho

#### Ayuntamiento de Doctor Arroyo
- Ramón Salas López  Hecho

#### Ayuntamiento de Mier y Noriega
- Joaquín Peña Salinas  Hecho